# Fernando Medina
Fernando Medina Maciel Almeida Correa, né le 10 mars 1973 à Porto, est un homme politique et économiste portugais. 

## Carrière politique
Il est élu maire de Lisbonne à la suite de la démission d'António Costa,. Il est réélu lors des élections du 1er octobre 2017.
Sa politique en matière d'urbanisme a été contestée par d'autres partis de gauche, comme le Parti communiste portugais selon lequel Fernando Medina a conduit « une stratégie d'aménagement urbain néolibérale dont le seul objectif est de faire de Lisbonne un terreau favorable pour les investissements financiers ».
Il n'est pas réélu lors des élections municipales de 2021 où il obtient 31 % des voix, contre 35 % pour son adversaire de droite Carlos Moedas, pâtissant notamment du mécontentement sur les prix des logements qui poussent les classes populaires hors de la capitale.
Le 30 mars 2022, il est nommé ministre des Finances dans le gouvernement d'António Costa et reste en fonction jusqu'au 2 avril 2024.